# Плоча (община Босилеград)
Плоча (на сръбски: Плоча или Ploča) е село в Община Босилеград, Сърбия.

## География
Плоча се състои от няколко разпръснати махали: Караданье, Мрътвица, Янкова, Сурлевци, Козарник и Пържина.

## Население
- 1948 – 389
- 1953 – 404
- 1961 – 374
- 1971 – 353
- 1981 – 265
- 1991 – 148
- 2002 – 100
- 2011 – 49

Спиред преброяването от 2002 година 60% от жителита са българи, 14% - сърби, 2% - югославяни, а за 2% няма данни.